# Macrochaeta
Macrochaeta is een geslacht van borstelwormen uit de familie van de Acrocirridae. De wetenschappelijke naam van het geslacht werd voor het eerst geldig gepubliceerd in 1850 door Adolf Eduard Grube.

## Soorten
- Macrochaeta australiensis Kudenov, 1976
- Macrochaeta bansei Hartmann-Schröder, 1974
- Macrochaeta clavicornis (M. Sars, 1835)
- Macrochaeta helgolandica Friedrich, 1937
- Macrochaeta leidyi (Verrill, 1882)
- Macrochaeta multipapillata Westheide, 1981
- Macrochaeta natalensis Hartmann-Schröder, 1996
- Macrochaeta papillosa Ehlers, 1913
- Macrochaeta pege Banse, 1969
- Macrochaeta polyonyx Eliason, 1962
- Macrochaeta sexoculata (Webster & Benedict, 1887)
- Macrochaeta westheidei Santos & Silva, 1993